# Arthur Langerman
Pour les articles homonymes, voir Langerman.
Arthur Eugène Langerman False Swarzberg dit Arthur Langerman, né le 21 août 1942 à Borgerhout en Belgique, est un diamantaire belge. Il est l'auteur d'une des plus grandes collections privées d'images antisémites au monde qui constitue le fonds des Archives Arthur Langerman pour la recherche sur l’iconographie antisémite, à l'Université technique de Berlin en Allemagne.

## Biographie
Son père, Salomon Langerman False Swarzberg, fourreur, né à Cracovie en Pologne en 1907 et sa mère, Zysla Brandla Blajwas, modiste, née à Varsovie dix ans plus tard, se sont tous deux installés en Belgique en 1926 où ils se marient en 1941. Ils sont arrêtés le 28 mars 1944, internés à la caserne Dossin de Malines puis déportés à Auschwitz-Birkenau par le Transport XXV, le 19 mai 1944.
Arthur échappe à la déportation en étant confié à la pouponnière de l'AJB (Association des Juifs de Belgique) d'Uccle et ensuite transféré à la pouponnière de la rue Baron de Castro à Etterbeek. Le réseau AJB d'établissements pour enfants était placé sous le contrôle de la Gestapo (SIPO-SD). Les enfants échappent de justesse à une rafle organisée quelques jours avant la Libération de Bruxelles. Les nazis envoient Zysla notamment au camp de Birkenau où elle doit travailler aux cuisines, ce qui lui permet de garder la vie sauve. Elle rentre en Belgique en 1945, ce qui ne sera jamais le cas de son mari, probablement mort au printemps de la même année dans le sous-camp de Flossenburg à Plattling (de),. Les nazis ont ainsi assassiné un total de 18 parents proches d'Arthur Langerman.
À son retour des camps, sa mère est incapable de s'occuper de son jeune fils Arthur qui est confié pendant plusieurs mois à la garde d'un couple de protestants de Charleroi, reconnus aujourd'hui Justes parmi les nations, qui avaient précédemment recueilli l'un de ses cousins. À partir de 1946, Arthur Langerman grandit à nouveau avec sa mère mais jusqu'à sa mort, elle parle à peine du destin de ses parents pendant la Shoah qui reste néanmoins toujours présente dans la maison Langerman : « Le deuil de la perte des membres assassinés de la famille était omniprésent ».

### Diamantaire
Après des études secondaires écourtées dans le but de subvenir aux besoins de la famille, Arthur commence une formation de clivage de diamants à Anvers. Il travaille ensuite pendant huit ans comme employé chez un fabricant qui lui apprend toutes les facettes du métier, avant de se mettre à son compte. Il se spécialise dans les années 1980 dans la taille du diamant de couleur naturelle.
C’est après avoir vendu à un joaillier de Londres la moitié de son stock qu’il s’impose véritablement dans la profession et devient une référence internationale dans le domaine des diamants de couleur. Il est régulièrement interrogé par la presse internationale comme expert et constitue le fil conducteur du film Les Diamants de Couleur de Bornéo de Patrick Voillot (2009). Il réalise toute sa carrière à Anvers.

### Documents sur l'antisémitisme
Avec le procès Eichmann qui se tient à Jérusalem en 1961 et qui connaît une médiatisation internationale, Arthur Langerman, jeune adulte, prend conscience de l’horreur et de l’ampleur de la Shoah. Il s’interroge alors sur les causes de la haine antisémite.
C’est autour de cette interrogation qu’il a depuis plusieurs décennies réuni une des plus importantes collections privées d'antisemitica composée de tableaux et  gravures anciennes (XVIIe -XXe siècles), statuettes (bois, céramique, bronze), affiches, dessins originaux, cartes postales, etc. Sa collection comprend à ce jour plus de 7 000 pièces et images antisémites internationales, parmi lesquelles des centaines de dessins inspirés par les caricatures de Fips (Philipp Rupprecht), dessinateur emblématique du journal nazi Der Stürmer, ensemble de dessins étudiés par Ralph Keysers,. Certains de ces documents ont été présentés à la Caserne Dossin à Malines (2016) et constituent la base d'une grande exposition au Mémorial de Caen (« Dessins assassins »,, 2017-2018). Dans les années suivantes, elle a donné lieu aux expositions itinérantes « Plume de fiel, Images de haine. Esquisse d’une collection insolite » et « #FakeImages : Unmask the Dangers of Stereotypes », qui a été présentée au siège de la Commission européenne à Bruxelles et des Nations unies à New York.
En 2017, le Zentrum für Antisemitismusforschung de la Technische Universität de Berlin décide de mobiliser d’importants moyens, pour étudier la collection d’Arthur Langerman. En mars 2019, Arthur Langerman officialise la cession de sa collection au Zentrum für Antisemitismusforschung de la Technische Universität de Berlin. Une fondation est officiellement créée, les "Archives Arthur Langerman pour la recherche sur l’iconographie antisémite" (Arthur Langerman Archiv für die Erforschung des visuellen Antisemitismus : ALAVA). Il est à l'origine de la Fondation Arthur Langerman basée à Berlin.
Langerman essaye de comprendre l'histoire et la géographie de l'antisémitisme : « La plupart des gens, dont mes parents, ne mesuraient pas l'ampleur de ce qui se passait. On a commencé à tuer des juifs dès 1933, mais ils ont cru qu'il ne leur arriverait rien, ils ont même eu un enfant pendant la guerre. S'ils avaient vu toutes ces images que j'ai devant moi, ils auraient compris. Ils auraient peut-être fui. »
En mars 2020, Arthur Langerman se voit décerner le prix du "Mensch de l'année 2020" par la revue belge Regards, à Bruxelles, pour son travail inlassable contre l'antisémitisme,. Pour lui, « les gens les plus antisémites n'ont jamais croisé de Juifs ». En octobre 2023, le journal américain The Algemeiner a sélectionné Langerman comme l'une des « 100 personnes les plus influentes sur la vie juive ». En mai 2025, la Technische Universität Berlin l'a nommé sénateur honoraire, reconnaissant « son engagement de plusieurs décennies dans la lutte contre l'antisémitisme et le don généreux de sa collection unique au monde d'œuvres visuelles antisémites » à l'université.
Sa personnalité et sa collection font l'objet d'un film documentaire intitulé Le Collectionneur, réalisé par Pierre Maillard, ainsi que du film documentaire Collection of Hate – Images of Antisemitism, realisé par Andrea Oster. En 2024, le journaliste français José-Alain Fralon publie la biographie d'Arthur Langerman, intitulée Les dessins du Diable : de la Shoah à la quête des dessins antisémites, les mille vies d'Arthur Langerman, roi du diamant de couleur. Il a depuis été traduit en allemand et publié en 2025 sous le titre Teuflische Bilder. Arthur Langermans Weg vom Holocaustüberlebenden zum "König der farbigen Diamanten" et Sammler antisemitischer Zeichnungen.
En avril 2025 à Bruxelles, devant 160 élèves de l'Athénée royal de Koekelberg, Arthur Langerman, rescapé d'une rafle en 1944 et dont 18 proches ont péri dans les camps nazis, partage son histoire. Deux étudiantes prennent la parole pour évoquer la situation à Gaza. L'une parle de génocide en cours depuis 75 ans, déclenchant un débat houleux sur le conflit israëlo-palestinien . 

### Traduction
Depuis la Shoah, le nombre de locuteurs du yiddish s’est considérablement réduit dans le monde. C’est au nom de la promotion de cette langue qu’Arthur Langerman a traduit en français deux recueils de nouvelles de l’écrivain Cholem Aleikhem (1859-1916) : La vie éternelle : histoires courtes pour marquer le temps (2012, Métropolis éditions), avec la collaboration d’Ariel Sion, bibliothécaire au Mémorial de la Shoah de Paris ; Histoires pour enfants à ne plus mettre dans les mains des enfants en 2019 (MarqueBelge éditeur), illustration de Sam Ringer.

### Morpion solitaire
Joueur de morpion solitaire et détenteur du record mondial humain[réf. nécessaire], Arthur Langerman est co-auteur d'un article scientifique sur ce jeu.